# Daniel Knorr

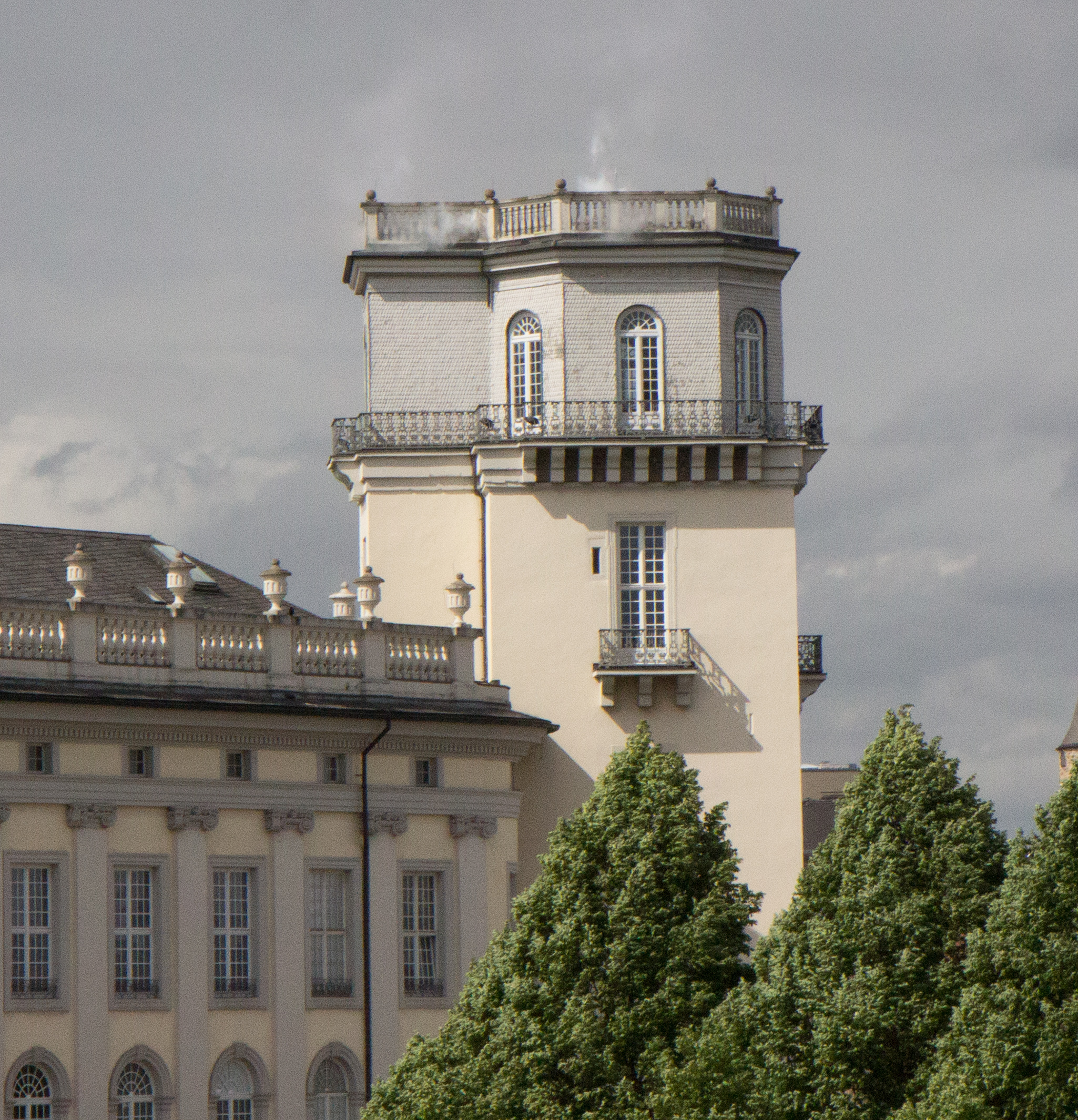
Kunstwerk „Expiration Movement“ von Daniel Knorr, bei dem Rauch aus dem Zwehrenturm aufsteigt

Daniel Knorr (* 1968 in Bukarest) ist ein deutscher Künstler. Einem größeren Publikum bekannt wurde er 2017 durch seine Teilnahme an der Documenta 14 in Athen und Kassel. Er lebt und arbeitet in Berlin und in Hong Kong.

## Leben
Daniel Knorrs Eltern flohen 1982 als Touristen von Rumänien nach Deutschland, neun Monate später durfte der damals 14-jährige Daniel dann nachkommen. In Weiden in der Oberpfalz machte er das Abitur, wonach er an der Akademie der Bildenden Künste München bei Olaf Metzel studierte. In München machte er 1994 mit seiner Installation Powder zum ersten Mal auf sich aufmerksam. Die Ausstellungsbesucher konnten über ein halbes Kilo Kokain, das in Panzerglas eingeschlossen war, laufen. Mit einem DAAD-Stipendium ging Knorr dann in die USA an das Vermont College of Fine Arts und anschließend von 1995 bis 1997 nach New York. 1998 ließ er sich dann in Berlin nieder.
Daniel Knorr schuf ein vielseitiges Werk. 2005 durfte er den Rumänischen Pavillon auf der Biennale in Venedig gestalten. Er sorgte für Aufsehen, in dem er die Räume – unter der Bezeichnung European Influenza – komplett leer ließ. Für das Mumok in Wien stellte er Marie-Antoinette und Ludwig XVI. als Vogelscheuchen dar. Er versieht Reiterstandbilder mit Sturmmützen, stellt Bettelroboter im öffentlichen Raum auf, baut eine Raucherkabine mitten in eine Ausstellung und hängt in allen Farben leuchtende Abgüsse von Straßenunebenheiten als Wandskulpturen auf. Bekannt ist Knorr auch für seine Matrjoschka – Figuren in unterschiedlichen Größen. Neben seiner künstlerischen Tätigkeit war Knorr Gastprofessor an der Hochschule der Bildenden Künste Saar.
Die Documenta 14, die ab dem 8. April 2017 zunächst in Athen, dann in Kassel stattfand, eröffnete Daniel Knorr mit dem Kunstwerk „Expiration Movement“. Vom Zwehrenturm aus stieg täglich 10 Stunden lang und über 163 Tage hinweg weißer Rauch über Kassel auf. Mit diesem Projekt, so vermutete Spiegel Online, würde Knorr einer der bekanntesten Künstler der 14. Documenta werden. Im Athener Ausstellungsteil zeigte Daniel Knorr sich als zeitgenössischer Archäologe, indem er dort auf den Straßen Gegenstände zusammensammelte. Sie wurden mit einer Fünfzig-Tonnen-Presse in Bücher gepresst, die vom Documenta-Publikum erworben werden konnten.

## Einzelausstellungen
- 2005 European Influenza, Romanian Pavilion, 51. Biennale, Venedig, Italien
- 2006 ¡Extranjero ven a votar! Studio Protokoll, Cluj-Napoca, Rumänien
- 2007 1 Year Warranty, Skulpturenpark Berlin_Mitte, Public Space, Berlin, Deutschland
- 2008 Borges Bookstore, Guangzhoum, China
- 2008 Scherben bringen Glück, Kunsthalle Fridericianum Kassel, Deutschland
- 2009 Block, Artspace, Auckland, Neuseeland
- 2009 Awake Asleep, Museum of Modern Art, Warschau, Polen
- 2009 Led R. Nanirok Kunsthalle Basel, Schweiz
- 2010 Family Jewels, Kunstverein Arnsberg, Deutschland
- 2010 Galleria Fonti, Neapel, Italien
- 2011 Limits of Jurisdiction, Färgfabriken, Stockholm, Schweden
- 2011 M die Stadt sucht ihren Mörder, Lothringer_13_Halle, München, Deutschland
- 2011 Dead Letter Office, Garlerie Nächst St. Stephan, Wien, Österreich
- 2012 Explosion, Kunsthalle Wien Public Space, Wien, Österreich
- 2013 Vulkanstr., Galeria Fonti, Neapel, Italien
- 2013 Depression Elevations, Kayne Griffin Corcoran Gallery, Los Angeles, USA
- 2014 Lunarium, Galerie Nächst St. Stephan, Wien, Österreich
- 2015 Petra della Rinascita, GAMeC, Bergamo, Italien
- 2015 Vieni Vidi Napoli, Galeria Fonti Neapel, Italien
- 2016 State of Mind, Manière Noire, Berlin, Deutschland
- 2016 Solo – Bunker, abc Berlin, Galerie Nächst St. Stephan, Rosemarie Schwarzwälder, Wien, Österreich
- 2017 Höhen der Tiefen, Meyer Riegger, Karlsruhe, Deutschland
- 2017 Teilnahme an der Documenta 14 (Athen und Kassel)
- 2017 Die Frau meines Lebens liebt mich noch nicht, Pinakothek der Moderne, München, Deutschland
- 2017 Reduce Speed Now, Galerie Nächst St. Stephan, Rosemarie Schwarzwälder, Wien, Österreich
- 2019 Lunarium, Galerie Nächst St. Stephan, Rosemarie Schwarzwälder, Wien, Österreich[15]

## Auszeichnungen
- 1999 Villa-Romana-Preis
- 2012 Kunstpreis der Böttcherstraße in Bremen[16][17]

## Werke (Auswahl)
- Scherben bringen Glück[18]
- Explosion[19]
- Wiredancing[20]
- Geldschweine[21]
- Bonhomme[22]